# 科斯圖提斯
科斯圖提斯（約1297年—1382年），立陶宛大公，1381年至1382年在位。凱斯圖蒂斯是立陶宛大公格迪米納斯的兒子。他的弟弟堯努蒂斯繼承父親爵位，成為立陶宛大公。凱斯圖蒂斯與他的兄長阿爾吉爾達斯一起密謀推翻雅努蒂斯的爵位。他們的努力取得成功，將自己的勢力範圍劃分為東部和西部。特拉凱公國因此於1337年成立，凱斯圖蒂斯成為立陶宛大公國的共治君主。科斯圖提的統治領土集中在這些領土的西部，而阿爾吉爾達斯則統治着王國的東部。科斯圖提斯組織立陶宛西部和薩莫吉希亞的防禦，對抗條頓騎士團，並組織針對德意志騎士團的襲擊。在科斯圖提斯統治期間，條頓人對立陶宛的襲擊達到頂峰。
科斯圖提斯在立陶宛大公國西部邊境的鬥爭中採用不同的軍事和外交手段。1349年，為了避免與條頓騎士團發生進一步衝突，他開始與教皇克萊門特六世就立陶宛基督教化問題進行談判，並獲得為他和他的兒子們提供王冠的承諾。阿爾吉爾達斯願意不參與事務，並關心魯塞尼亞地區的秩序。談判的中間人波蘭國王卡齊米日三世於1349年10月對沃里尼亞和布列斯特發動出人意料的襲擊，破壞科斯圖提斯家族的計劃。在波蘭與立陶宛爭奪沃里尼亞的戰爭期間，匈牙利國王拉約什一世於1351年8月15日與科斯圖提斯簽訂和平協議，根據該協議，科斯圖提斯有義務接受基督教並向匈牙利王國提供軍事援助，以換取王冠。科斯圖提斯以異教儀式批准該協議，以說服對方。事實上，凱斯圖蒂斯並無意遵守協議，而是在前往布達的路上逃跑。
1361年3月，科斯圖提斯與他的兒子帕特里卡斯和兄長立陶宛大公阿爾吉爾達斯一起摧毀並接管條頓埃克斯堡}和約翰尼斯堡。條頓騎士團從對立陶宛失敗的軍事行動中返回，襲擊烏布利克（沃貝爾）湖附近的科斯圖提斯和阿爾吉爾達斯軍營。一場小衝突後，科斯圖提斯被十字軍俘虜，並被關押在馬爾堡城堡。科斯圖提斯當時已經60多歲，只被第三位經驗豐富的騎士攻擊他而擊敗。關於科斯圖提斯釋放的談判曾安排兩次，但沒有結果。十字軍向科斯圖提斯索要的贖金很可能太高。大約半年後，科斯圖提斯成功逃脫。他在僕人阿爾法斯的幫助下，在三米厚的牆上砸開一個洞，騎著裝扮成條頓騎士的馬離開城堡。這次越獄是精心策劃的，據推測阿爾吉達斯和科斯圖提斯的妻子比魯特對這次越獄計劃做出了巨大貢獻。

## 立陶宛內戰
阿爾吉爾達斯於1377年去世，將王位留給他與第二任妻子特維爾的烏麗安娜所生的長子雅蓋沃。即使雅蓋沃的繼承權受到阿爾吉爾達斯與首任妻子維捷布斯克的瑪麗亞所生的長子波拉茨克的安德烈的挑戰，科斯圖提斯和並兒子維陶塔斯仍然承認雅蓋沃的統治。條頓騎士團繼續對異教的立陶宛進行十字軍東征，雅蓋沃和科斯圖提斯都在尋找機會達成休戰。1379年9月29日，在特拉凱簽署為期十年的休戰協議。這是科斯圖提斯和雅蓋沃共同簽署的最後一份條約。1380年2月，雅蓋沃在沒有科斯圖提斯的情況下與利沃尼亞騎士團簽訂為期五個月的休戰協議，以保護他的立陶宛領地和波洛茨克。
1380年5月31日，雅蓋沃和條頓騎士團大團長溫里希·馮·克尼普羅德簽署秘密《多維迪什克斯條約》。根據協議條款，雅蓋沃同意在條頓騎士團攻擊科斯圖提斯或其兒子時不進行干預。然而，如果有必要向科斯圖提斯提供援助以幫助避免任何懷疑，那麼這並不違反條約。該條約仍然存在爭議，因為該條約背後的動機尚不完全清楚。一些歷史學家指責雅蓋沃的母親烏麗安娜或他的顧問瓦迪拉，而另一些歷史學家則指出是因為代溝：科斯圖提斯大約80 歲，決心不接受基督教，而雅蓋沃大約30歲，正在尋找皈依基督教的方法並使國家現代化。還有人認為該條約主要針對安德烈及其盟友——弟弟德米特里厄斯·阿吉爾達蒂斯和莫斯科大公德米特里·頓斯科伊。雅蓋沃在確保西部戰線的安全後，與金帳汗國結盟，對抗莫斯科大公國，準備即將到來的庫里科沃之戰。
在沒有違反多維迪什克斯條約的情況下，條頓騎士團兩次襲擊特拉凱公國和薩莫吉希亞公國。1381年8月，奧斯特魯達的指揮向科斯圖提斯通報這項秘密條約。同月，科斯圖提斯利用波拉茨克針對斯科蓋拉的叛亂。雅蓋沃前往鎮壓叛亂，他的出行提供攻佔大公國首都維爾紐斯的好機會。科斯圖提斯成為立陶宛大公，而雅蓋沃在返回維爾紐斯的途中被俘。雅蓋沃向科斯圖提斯宣誓效忠並被釋放。他收到他的遺產克雷瓦和維捷布斯克。科斯圖提斯與條頓騎士團重新開戰：他的軍隊襲擊瓦爾米亞並試圖佔領格奧爾根堡（尤爾巴爾卡斯）。
1382年6月12日，當科斯圖提斯前往與諾夫霍羅德-錫韋爾斯基的迪米特·科里布特作戰，而維陶塔斯則前往特拉凱時，維爾紐斯居民在商人里加的哈努爾的帶領下，讓雅蓋沃的軍隊進入該城市。商人對科斯圖提斯的政策感到不滿，因為這些政策損害經濟，特別是與立窩尼亞的貿易。雅蓋沃重新奪回王位並與條頓騎士團結盟。與此同時，科斯圖提斯在薩莫吉希亞集結他的支持者，他的兒子維陶塔斯在格羅德諾尋找士兵，他的兄弟柳巴爾塔斯在加利西亞-沃里尼亞招募了士兵。1382年8月，科斯圖提斯和雅蓋沃的軍隊在特拉凱附近會師，進行一場決定性的戰鬥，但戰鬥從未開始。雙方同意進行談判。科斯圖提斯和維陶塔斯抵達雅蓋沃的營地，但被捕並被送往克雷瓦城堡的監獄。他們的軍隊被解散。8月15日，即入獄五天後，斯基爾蓋拉發現科斯圖提斯已經死亡。雅蓋沃聲稱他是上吊自殺的，但很少有人相信他。雅蓋沃為科斯圖提斯組織一場大型異教葬禮：他的屍體與馬匹、武器和其他財寶一起在維爾紐斯被燒毀 ，大概是在斯文塔拉吉斯山谷。維陶塔斯成功逃脫，並繼續與雅蓋沃作戰，於1392年成為大公。

## 家庭
科斯圖提斯與妻子碧露蒂共有2子1女：
1. 維陶塔斯（1350年—1430年），立陶宛大公
2. 達努特（英语：Danutė of Lithuania）（1358年—1424年），華沙公爵夫人
3. 齊吉曼塔斯（1365年—1440年），立陶宛大公